# Batalla de Severodonetsk (2022)
La batalla de Severodonetsk fue un conflicto militar que comenzó el 12 de mayo de 2022 durante la invasión rusa de Ucrania de 2022, como parte de la ofensiva del este de Ucrania. La ciudad ucraniana Severodonetsk es actualmente el centro administrativo interino del óblast de Lugansk. El 12 de mayo de 2022, las fuerzas ucranianas volaron el puente Rubizhne-Severodonetsk sobre el río Borova y el 24 de junio de 2022 se retiraron de la ciudad por lo que el ejército ruso tomo control por completo de la ciudad de Rubizhne, e inició su ofensiva contra Severodonetsk, entrando por el norte de la ciudad a través de Vojevodivka.

## Antecedentes
Las ciudades de Sievierodonetsk y Lysychansk fueron escenario de una serie de batallas en 2014 entre los separatistas prorrusos y el ejército ucraniano durante la Guerra del Donbás. Poco después del inicio de la invasión rusa de Ucrania en 2022, el 28 de febrero, las fuerzas rusas comenzaron a bombardear Sievierodonetsk. Según Serhiy Haidái, gobernador del óblast de Lugansk, una persona murió y varias resultaron heridas. Los gasoductos también fueron alcanzados por los bombardeos.El 2 de marzo, se informó de combates en casi todas las aldeas cercanas a Sievierodonetsk Las fuerzas rusas continuaron bombardeando la ciudad, incluido el gimnasio de una escuela que actuaba como refugio antibombas. No se informaron muertes. A las 15:20 de ese día, funcionarios ucranianos dijeron que las fuerzas rusas intentaron atravesar las líneas ucranianas hacia la ciudad, pero fueron repelidas.
Un mes después de su invasión, Rusia afirmó controlar el 93% del óblast de Lugansk, dejando a Sievierodonetsk y Lysychansk como reductos ucranianos estratégicamente importantes en el área. Los planes rusos para capturar Sievierodonetsk dependían de sus éxitos en las ciudades cercanas de Rubizhne al norte y Popasna al sur. Para el 6 de abril, las fuerzas rusas supuestamente habían capturado el 60% de Rubizhne, proyectiles y cohetes caían en Sievierodonetsk en "intervalos regulares y sostenidos". Al día siguiente, las fuerzas de la 128.ª Brigada de Asalto de Montaña llevaron a cabo una ofensiva que, según los informes, alejó a las fuerzas rusas entre 6 y 10 kilómetros de la otra ciudad cercana de Kreminná
Para el 9 de abril, elementos de la 4ª División de Tanques de la Guardia Rusa se estaban concentrando cerca de Sievierodonetsk. Entre el 11 y el 12 de abril, los continuos ataques rusos en la zona no ganaron terreno. El 18 de abril, Rusia renovó su ofensiva en el este de Ucrania, lanzando ataques aéreos sobre Sievierodonetsk. A fines de abril, la mayor parte de la población civil de Sievierodonetsk había huido. A fines de abril, las fuerzas rusas lanzaron una ofensiva total a lo largo de un frente de 500 millas (800 km) para capturar por completo el territorio desocupado restante de los óblasts de Donetsk y Luhansk.

## Batalla
Alrededor de las 15:00 del 28 de febrero, las tropas rusas comenzaron a bombardear la ciudad. Según Serhiy Haidái, gobernador del óblast de Lugansk, hubo una víctima y varios heridos. Los gasoductos también fueron golpeados.
El 2 de marzo, se informó de combates en casi todas las aldeas cercanas a Severodonetsk. Las fuerzas rusas continuaron bombardeando la ciudad, incluido un gimnasio escolar que actuaba como refugio antiaéreo. No se reportaron muertes. A las 15:20 de ese día, fuentes ucranianas afirmaron que las tropas rusas intentaron ingresar a la ciudad, pero fueron repelidas.

### Abril
Para el 6 de abril, las fuerzas rusas supuestamente habían capturado el 60 % de la ciudad de Rubizhne, proyectiles y cohetes caían en la ciudad en "intervalos regulares y sostenidos".
El 7 de abril, las fuerzas de la Brigada de Asalto de Montaña 128 llevaron a cabo una ofensiva que, según se informa, alejó a las fuerzas rusas de 6 a 10 kilómetros de la ciudad de Kreminná. El ministro de Relaciones Exteriores de Ucrania, Dmytró Kuleba, declaró que la batalla de Donbás "les recordaría la Segunda Guerra Mundial".
Para el 9 de abril, elementos de la 4ª División de Tanques de la Guardia Rusa se estaban concentrando cerca de Sievierodonetsk. Durante los siguientes tres días, las fuerzas rusas atacaron repetidamente la ciudad, pero no ganaron terreno.
El 18 de abril, Rusia renovó su ofensiva en el este de Ucrania, lanzando ataques aéreos en Sievierodonetsk.

### Mayo
El 6 de mayo, las fuerzas rusas y LPR lograron avances en las afueras de Sievierodonetsk, atacando el pueblo de Voevódivka, justo al norte de la ciudad, al tiempo que capturaban el pueblo de Vóronove al sureste. Otros pueblos también fueron atacados en un intento de rodear la ciudad. Posteriormente, el alcalde de la ciudad, Oleksandr Stryuk, informó que Sievierodonetsk estaba "prácticamente rodeada".Durante los días siguientes, las fuerzas rusas y separatistas atacaron Bilohórivka, Voevódivka y Lysychansk, con la intención de aislar Sievierodonetsk del sur. También capturaron Popasna.
El 27 de mayo, Rusia inició su ataque terrestre directo contra Sievierodonetsk, a pesar de no haber rodeado aún la ciudad. Los kadyrovitas chechenos capturaron un hotel en la ciudad del norte. Mientras tanto, otras fuerzas rusas y separatistas continuaron sus intentos de formar un bolsillo en las áreas urbanas que atacan desde el norte cerca de Rubizhne y el suroeste en Ustynka y Borýsovske. Más al oeste, Rusia continuó avanzando lentamente en varias áreas, como Limán y Síversk, para interrumpir las líneas de suministro ucranianas a Sievierodonetsk-Lysychansk.
Al día siguiente, Rusia logró algunas zonas limitadas en Sievierodonetsk. El Instituto para el Estudio de la Guerra argumentó que la batalla ya estaba resultando muy costosa para las fuerzas rusas en este punto y posiblemente agotó sus capacidades ofensivas. Tanto Rusia como Ucrania han sufrido grandes pérdidas, pero las de los contingentes prorrusos eran más difíciles de reemplazar. Las fuerzas rusas retuvieron brevemente la última carretera hacia las ciudades sitiadas, la carretera Lysychansk-Bajmut, aunque las fuerzas ucranianas afirmaron haber repelido finalmente a las fuerzas rusas.
El 29 de mayo, Ramzán Kadírov afirmó que la ciudad estaba bajo el control total de Rusia.

### Junio
Para el 1 de junio, a raíz de información multimedia en la que se mostraba a combatientes chechenos en varios puntos del centro de la ciudad e incluso en la sede del Servicio de Seguridad de Ucrania, se estima que el ejército ruso controla ya la mayor parte de la ciudad.
El 8 de junio, Serhiy Haidái dijo: “Nadie va a abandonar la ciudad, aunque nuestro ejército tenga que retirarse a posiciones más fortificadas, ya que la ciudad está siendo bombardeada constantemente. Aún así, eso no significaría que la ciudad está abandonada”. Rusia declaró: “el grupo ucraniano en Donbás sufre pérdidas significativas en mano de obra, armas y equipo militar”. El Ministerio de Defensa del Reino Unido dijo: “es poco probable que alguna de las partes haya ganado terreno significativo en las últimas 24 horas”. Más tarde ese mismo día, Serhiy Haidái admitió que el Ejército de Ucrania fue empujado hacia las afueras de la ciudad debido a un intenso bombardeo ruso.
El 24 de junio, después de tomar las ciudades ucranianas de Hirske, Zoloté, Myrna Dolina y Toshivka, el mando ucraniano ordena retirar a sus fuerzas de Severodonetsk al verse en riesgo de ser embolsadas por las fuerzas rusas. Rusia por su parte informó la captura de la totalidad de la ciudad horas más tarde.
El 25 de junio, el alcalde de Severodonetsk confirmó que la ciudad estaba totalmente bajo control de las fuerzas rusas, finalizando así la batalla por Severodonetsk.